# 我家有個狐仙大人
《我家有個狐仙大人》是第10屆電擊小說大獎金獎作品，作者是柴村仁，放電映像繪製插畫。電視動畫版於2008年4月6日起播放。

## 故事介紹
天狐空幻（以下簡稱空）是三槌家守護神。然而三槌家的末代祭司美夜子去世後已無嗣後，於是空奉三槌家之命前往保護美夜子之子高上兄弟。原文中的原先指的不是狐仙，而是狐仙、妖狐侍奉的神，因為狐狸是稻荷神的註冊商標，因此日本稱法力高強的狐仙為稻荷神，並在各地都有供奉。故事的「天狐空幻」，就是因為法力高強被奉為稻荷神的代表之一。
高上透擁有遺傳自三槌家的強大靈力，最後成為妖怪的下手對象。三槌家的長老（姥姥）預測到這件事情，便命高上兄弟的舅舅將兄弟倆召回。此外，為了驅除想接近三槌傳人的妖怪，將因為調皮搗蛋而被封印上百年的守護神─「天狐空幻」放出來，以此保護高上兄弟。因為三槌家一脈單傳，代代祭司只傳三槌家的女性，而高上兄弟的母親美夜子過世之後，三槌家正式宣告後繼無人。因此，空以「高上家的守護神」身分，跟著高上兄弟回到東京。而原本專門侍奉三槌家的守護女「蛟」，也因此成為了「高上家的守護女」。
然而，私人的守護神能否自在的使用五行法術，必須得到當地土地神的允許。而當地的土地神─「惠比壽」（出自日本的「七福神」），卻是個視財如命、心懷鬼胎，惡作劇之心不下天狐空幻的「便利商店店長」。而且還有許許多多的妖怪，都看上了高上兄弟是三槌家的傳人，紛紛想要接近…

## 人物介紹

### 高上家
天狐空幻（聲優：野上尤加奈（女）、中村悠一（男））
原三槌家守護神，在被昇解放後，自願守護高上家，書中當都用「空」稱呼。因為太過調皮被封印了上百年，是個有千年道行的狐仙，早已忘記自己本來的性別。對於現代生活很快能適應，平時在家中以金色的大狐狸的姿態現身，出門會變化成少女／少年。相當的衝動、頑皮，卻很聽話。與高上兄弟的母親是舊識。在空跟著高上兄弟一起回家後，不顧土地神惠比壽的阻止，硬是替美夜子舉行「送靈儀式」。對於吃很執著，儘管她是不需要吃東西的。
紅/蛟（聲優：早見沙織）
三槌家的守護女，擁有龍的附身靈，不擅長料理、沒有生活常識、用語言描述事物的能力很差。擅長水行魔法，年齡似乎是個秘密。酒量極差，喝一口酒就醉了，喝醉的話，會因靈魂空洞體內的龍脫離，必須花時間追回來。
關於她的名字，原作小說的作者在初期不透露她名字漢字的寫法，翻成中文時稱作紅，公布漢字寫法後稱作蛟。因此以這兩種名字稱呼她都可行。
高上昇（聲優：水島大宙）
16歲，赤城高校 2-1。透的哥哥。靈能力弱，但是還是能分的出妖怪跟人類的差異，在學校參加羽毛球社。經常因為弟弟太強的靈能力，所以被妖怪們當作對象。目前是三槌家的當家。
高上透（聲優：嶋村侑）
昇的弟弟。有比昇更強的靈力，常常被妖怪盯上。性格善良，不喜歡殺戮，也是空跟蛟的重點保護對象。對於沒有見過自己的母親，一直是心中的陰影，空為了讓美夜子，也就是透和昇的母親，不要再留戀徘徊在凡間，於是舉行「送靈儀式」時，透看到了母親，算是了結自己的心願。
高上春樹（聲優：宮本充）
透跟昇的父親，有大而化之的性格，見到妖怪也是一副見怪不怪的樣子。目前擔任公車司機的工作。
高上美夜子（聲優：堀江由衣）
先代三槌家掌門人，高上兄弟的母親，已亡故。空的故友，喜愛可愛的事物且一旦發現就會衝上去死抱著不放，對於空的說法是「好可愛」，曾經有將空抱到快窒息過（就本人所說隱約之中已經看見三途川的樣子了）。跟春樹於大學中相識，春樹也曾經被抱到肋骨快斷掉，因此有了『巨蟒美夜子』這個與外觀無法聯想的綽號。

### 三槌家
三槌龍彥（聲優：古澤徹）
美夜子的弟弟。
柱女（聲優：定岡小百合）
年齡不詳，據說從美夜子小時候身體就沒有變化。被稱呼為「祖奶奶」，不過並不是高上兄弟的奶奶或是祖奶奶，真實身分不詳。

### 神族
惠比壽（聲優：小野大輔）
高上家所在地鈴之瀨的土地神，經營一家便利商店，嗜財如命。而且根據小說，似乎不只一位土地神名為惠比壽。
光牙＆影牙（聲優：櫛田泰道、安齋龍太）
惠比壽神社前的石獅兼手下，土行妖怪，很喜歡吃高上昇做的料理，曾經讓空陷入苦戰。
鴫守（聲優：水橋香織）
鈴之瀨附近赤城地區的代理土地神，屬於土地神六瓢的分身，景仰著本尊六瓢。原本的手是木偶的外貌，因此長期帶著布偶掩飾（布偶同時也是式神，戰鬥力不明），在本尊回到赤城後得到了真的雙手。
六瓢（聲優：水橋香織）
化名為「貓頭鷹」，帶著一個像是貍貓的貓頭鷹面具。擁有多塊土地的遊行神，因為輪值的緣故將赤城地區交給鴫守照顧。後來因為鴫守的胡鬧，讓她不得不擅離職守回到赤城地區，相貌跟鴫守一模一樣。輪職週期八年。
月讀（聲優：釘宮理惠）
神族，保管課負責人。實際職位是神族所有禁忌事物的最高管理者，同時決定對危險生物的處分。
曾經封印過白鬼和天狐空幻，因白鬼失去了靈力，身體也回到了十餘歲的樣子。
汨羅（聲優：浅野真澄）
保管課第一班專屬巫醫，原為人類，是個帶著眼鏡的女子。
使用兩根探針辨別靈力強大的存在（碰到強大靈力時兩根鐵絲會分開）。在白鬼全身刺了治療用的刺青(有追蹤通能)，由於月讀靈力的失去，現在隨時跟在月讀身邊進行封印。

### 鬼族
白鬼(小白)（聲優：釘宮理惠）
沒有角的鬼族少女，第一次登場時全身捆著咒布。會將第一眼看到的人視為最重要的人。力量十分強大，但防禦力極為低落，很容易死亡。會使用召喚精靈的咒文。
在鬼族中是最高的存在，擁有白鬼的人將成為鬼王。
依空幻推測，白鬼，白的顏色，代表對神族最高太陽神有白雲遮日之徵兆，所以神族曾將白鬼帶到神域處死，但白鬼的死會造成力場崩潰從而開啟分界，使得死者之界與當下的世界連結在一起，管理員月讀觸犯禁忌使白鬼再度復活將其封印。後來被鬼族運出神的領地。
槐（聲優：淺川悠）
鬼族的首領，在赤城地區當修女。將教會當作鬼族的大本營。平常用頭髮隱藏角。
十分喜歡網路購物，在網路上購買咒符增強自己的能力。在網路黑市是老顧客，買賣的紀錄都非常多。
想成為鬼王，使鬼族能和神族匹敵，但因不被白鬼認同而失敗告終。
富根（聲優：置鮎龍太郎）
槐的輔佐官。
稻用

### 妖怪
拜一刀（聲優：山口勝平）
道行很低的妖狐，育有一子，因為自己所生活的土地被人類破壞而搬到昇所在的鎮上，先投靠了高上兄弟，爾後成為昇學校裡的校工。個性很容易緊張、歇斯底里，對於現代生活也很沒有常識。相當尊敬空，身為妖狐也聽過狐仙的大名。本尊是一隻紅狐，體型比起空小的多。原本與兒子大五郎沒有名子，後由天狐空幻命名，名字源自於日本時代劇的拜父子。
大五郎（聲優：石川綾乃）
拜先生的兒子，出生後就有相當的靈能力，還無法控制狐火、變身等技巧。人類型態看上去約是五歲左右。
天狐玉耀（聲優：高橋美佳子（女）、羽多野涉（男））
空的弟弟（妹妹），也是一隻有千年道行的天狐。跟空一樣也完全忘記自己本來的性別，同樣的喜歡胡鬧。對於空喜歡接近人類不以為然。因為品種是銀狐，頭髮的顏色初看是黑色，但對著光是會發出淡淡的銀色。由於毛色不同而格外醒目，因此很容易被其他野獸盯上，所以一般說來壽命都不長。銀狐能修練成為天狐的好像也只有她。和其他兄弟都處不來，但不知為什麼卻和空特別的親。

### 高上兄弟的同學
佐倉美咲（聲優：鹿野優以）
昇的同學，跟高上昇同屬於學校裡的羽毛球社，暗戀昇。因為昇的關係與天狐空幻及蛟成為好友，但卻經常懷疑她們與昇的關係。
宮部紅葉（聲優：伊藤靜）
昇的女同學，與昇不同班級。暗戀昇，是佐倉的勁敵。財閥大小姐，非常的有錢。因為血統的關係，在十六歲的時候會變成狼人，而且是先天領會成為金狼的人，但是本質上還是個人類，所以不知道自己與空的實力差距，與昇相同，都是單親家庭出身，父親長期在中國大陸經商，所以都是一個人生活著。
久保田秋一
透的同學。
半田隆
透的同學。

### 其他
岩薙
妖刀付喪神，可以砍斷一切東西。說話有自虐侵向，是朝比奈祖先造的。從景生當鋪逃出來後受到朝比奈幫助開了個洋果子店。
木蓮
刀匠木蓮流的名稱，會操控影子，原本應該是影子軍團的主人，然而卻喪失了力量，由於上一代的木蓮因為操控影子失敗，讓精製影子給逃跑了，木蓮便想用岩薙制伏影子軍團。操控影子鑄刀並非普通的鑄造方法，是一種利用自己的影子為基底，並且以精製出的影子來鑄刀的技術。
朝比奈嚴十郎
古美術商。朝比奈家代代都是刀匠，號稱朝比奈流，曾鑄造過幾把名刀。
雛子
朝比奈家的僕人，負責保護朝比奈，能使用名刀花煙。
景生
影子軍團發生源，影子們稱之為媽媽。
操太
影子軍團領頭。

## 出版書籍

### 輕小說
| 冊數 | MediaWorks     | MediaWorks             | 台灣角川      | 台灣角川               |
| 冊數 | 發售日期       | ISBN                   | 發售日期      | ISBN                   |
| ---- | -------------- | ---------------------- | ------------- | ---------------------- |
| 1    | 2004年2月10日  | ISBN 978-4-8402-2611-3 | 2006年9月29日 | ISBN 986-174-129-1     |
| 2    | 2004年7月10日  | ISBN 978-4-8402-2726-8 | 2006年12月9日 | ISBN 986-174-203-4     |
| 3    | 2004年10月10日 | ISBN 978-4-8402-2831-0 | 2007年2月3日  | ISBN 986-174-265-4     |
| 4    | 2005年4月10日  | ISBN 978-4-8402-3026-9 | 2007年4月12日 | ISBN 978-986-174-302-8 |
| 5    | 2005年10月10日 | ISBN 978-4-8402-3175-3 | 2007年7月20日 | ISBN 978-986-174-395-0 |
| 6    | 2006年11月10日 | ISBN 978-4-8402-3604-6 | 2007年9月29日 | ISBN 978-986-174-472-8 |
| 7    | 2007年10月10日 | ISBN 978-4-8402-4031-0 | 2008年8月5日  | ISBN 978-986-174-763-7 |

### 漫畫
| 卷數 | MediaWorks     | MediaWorks             | 台灣角川       | 台灣角川               |
| 卷數 | 發售日期       | ISBN                   | 發售日期       | ISBN                   |
| ---- | -------------- | ---------------------- | -------------- | ---------------------- |
| 1    | 2007年11月27日 | ISBN 978-4-8402-4112-0 | 2009年6月24日  | ISBN 978-986-237-159-6 |
| 2    | 2008年3月27日  | ISBN 978-4-8402-4251-6 | 2009年9月8日   | ISBN 978-986-237-289-0 |
| 3    | 2008年11月27日 | ISBN 978-4-04-867440-9 | 2010年4月17日  | ISBN 978-986-237-521-1 |
| 4    | 2009年7月27日  | ISBN 978-4-04-867979-4 | 2010年4月17日  | ISBN 978-986-237-615-7 |
| 5    | 2010年2月26日  | ISBN 978-4-04-868430-9 | 2010年8月14日  | ISBN 978-986-237-790-1 |
| 6    | 2010年8月27日  | ISBN 978-4-04-868911-3 | 2011年5月28日  | ISBN 978-986-287-008-2 |
| 7    | 2011年4月4日   | ISBN 978-4-04-870404-5 | 2011年9月16日  | ISBN 978-986-287-303-8 |
| 8    | 2011年10月27日 | ISBN 978-4-04-870978-1 | 2012年5月18日  | ISBN 978-986-287-728-9 |
| 9    | 2012年5月26日  | ISBN 978-4-04-886644-6 | 2013年5月8日   | ISBN 978-986-325-079-1 |
| 10   | 2012年12月15日 | ISBN 978-4-04-891280-8 | 2014年3月22日  | ISBN 978-986-325-872-8 |
| 11   | 2013年7月27日  | ISBN 978-4-04-891770-4 | 2014年10月16日 | ISBN 978-986-366-193-1 |

## 電視動畫
2008年4月6日开始在千葉電視台深夜播放。

### 製作人員
- 監督：岩崎良明
- 企劃：安田猛（角川書店）
- 製作：伊藤敦、原田學、酒匂暢彥、夏野剛、阿佐美弘恭、伊豆倉公一
- 系列構成：吉田玲子
- 人物設定：新田靖成
- 美術監督：河合泰利（Studio Jack）
- 美術：相原澄子
- 攝影監督：大旗忍
- 色彩設計：上谷秀夫
- 特殊效果：垣田由紀子
- 編輯：田熊純（Actas）
- 音響監督：高橋剛
- 音響效果：今野康之、貝瀨友希（Swara Production）
- 音響製作：Glovision
- 音樂：高梨康治
- 音樂製作人：植村俊一
- 音樂製作：Columbia Music Entertainment
- 製作取材：小磯哲也
- 設定製作：椙山貴公
- 助理製作人：立崎孝史
- 製作人協力：湯澤啟幸
- 製作製作人：橋本和典
- 生產製作人：小澤一由
- 製作人：蜂屋誠一、鈴木智子、武智恒雄、原田由佳、小湊義文、川崎子
- 動畫製作：ZEXCS
- 製作：我家有個狐仙大人製作委員會（角川書店、角川映画）

### 主題曲
片頭曲

作詞：松井五郎、作曲：大川茂伸、編曲：藤田淳平（Elements Garden）、主唱：
片尾曲
（第1話~第18話）
作詞：松井五郎、作曲：山本健太郎、編曲：梅堀淳、主唱：蛟（早見沙織）
（第19話~第24話）
作詞：三浦誠司、作曲・編曲：Funta、主唱：天狐空幻（野上尤加奈）・蛟（早見沙織）・天狐玉耀（高橋美佳子）
插入曲
「Process」（第13話）
作詞：園田凌士、作曲・編曲：藤田淳平（Elements Garden）、主唱：宮部紅葉（伊藤靜）
「奇跡〜I believe in you〜」
作詞、作曲：、編曲：、山崎燿、主唱：

### 各話標題
| 話數   | 日文標題 | 中文標題             | 劇本       | 分鏡                 | 演出                 | 作畫監督                            | 總作畫監督 |
| ------ | -------- | -------------------- | ---------- | -------------------- | -------------------- | ----------------------------------- | ---------- |
| 第1話  |          | 狐仙大人。解印       | 吉田玲子   | 島津裕行             | 岩崎良明             | 渡邊淳                              | 新田靖成   |
| 第2話  |          | 狐仙大人。住進我家   | 山田由香   | 下田正美             | 浅見松雄             | 加藤哲弘                            | 空流邊廣子 |
| 第3話  |          | 狐仙大人。上學去     | 根元歳三   | 徳本善信             | 徳本善信             | 緒方浩美 仁井学                     | 新田靖成   |
| 第4話  |          | 狐仙大人。收成       | 大知慶一郎 | 小坂春女             | 畠山茂樹             | 中本尚                              | 鳥宏明     |
| 第5話  |          | 狐仙大人。觸犯禁忌   | 國澤真理子 |                      | 慰斗谷充孝           | 中野彰子 水川弘理 金沢美愛 齊藤博子 | 新田靖成   |
| 第6話  |          | 狐仙大人。遊手好閒   | 吉田玲子   | 徳本善信             | 徳本善信             | 齊木タロヲ 杉本智子                 | 鳥宏明     |
| 第7話  |          | 狐仙大人。抱小狐狸   | 山田由香   | 高田淳               | 畠山茂樹             | 澤田孝秋 佐藤天昭                   | 空流邊廣子 |
| 第8話  |          | 狐仙大人。尋找失物   | 根元歳三   | 下田正美             | 渡部穏寛             | 都竹隆治 北村友幸                   | 鳥宏明     |
| 第9話  |          | 狐仙大人。大亂鬥     | 大知慶一郎 | 後信治\|ウシロシンジ | 後信治\|ウシロシンジ | 大西貴子 氏家嘉宏                   | 柴又十哉   |
| 第10話 |          | 狐仙大人。背叛？！   | 大知慶一郎 |                      | 岡村正弘             | 織岐一寛                            | 鳥宏明     |
| 第11話 |          | 狐仙大人。外出工作   | 國澤真理子 | 佐々木真哉           | 又野弘道             | 小山知洋                            | 空流邊廣子 |
| 第12話 |          | 狐仙大人。去旅行     | 吉田玲子   | 徳本善信             | 徳本善信             | 仁井学                              | 柴又十哉   |
| 第13話 |          | 狐仙大人。當女高中生 | 山田由香   | 小坂春女             | 慰斗谷充孝           | 中本尚 織岐一寛 渡部穏寛            | 鳥宏明     |
| 第14話 |          | 狐仙大人。打電話     | 根元歳三   | 下田正美             | 浅利藤彰             | 佐藤天昭                            | 鳥宏明     |
| 第15話 |          | 狐仙大人。造訪教會   | 根元歳三   |                      |                      | 齊木タロヲ 杉本智子                 | 空流邊廣子 |
| 第16話 |          | 狐仙大人。吞聲忍讓   | 大知慶一郎 | 徳本善信             | 徳本善信             | 立田眞一 浦和文子                   | 柴又十哉   |
| 第17話 |          | 狐仙大人。追逐       | 國澤真理子 |                      | 渡部穏寛             | 都竹隆治 北村友幸 氏家嘉宏          | 鳥宏明     |
| 第18話 |          | 狐仙大人。收下回憶   | 山田由香   | 川崎逸朗             | 徳本善信             | 大西貴子 星野尾高廣                 | 空流邊廣子 |
| 第19話 |          | 狐仙大人。烤番薯     | 根元歳三   | 下田正美             | 岡村正弘             | 織岐一寛 杉藤さゆり                 | 鳥宏明     |
| 第20話 |          | 狐仙大人。再次旅行   | 吉田玲子   | 小坂春女             | 慰斗谷充孝           | 中本尚 北條直明                     | 鳥宏明     |
| 第21話 |          | 狐仙大人。治療       | 大知慶一郎 | 徳本善信             | 徳本善信             | 仁井学                              | 空流邊廣子 |
| 第22話 |          | 狐仙大人。參加聚會   | 山田由香   |                      | 浅利藤彰             | 佐藤天昭 山崎正和                   | 柴又十哉   |
| 第23話 |          | 狐仙大人。要減肥     | 吉田玲子   | 川崎逸朗             | 渡部穏寛             | 都竹隆治 北村友幸 渡部穏寛 織岐一寛 | 空流邊廣子 |
| 第24話 |          | 狐仙大人。新年初拜   | 吉田玲子   | 岩崎良明             | 徳本善信             | 齊木タロヲ 杉本智子                 | 新田靖成   |

## 外部連結
- （日語） 動畫官網
- （日語） 我家有個狐仙大人（MediaWorks 官方網站）
- （日語） 行星之女（放電映像・中谷美貴的網誌）
- （日語） STORAGE-ONE/我家有個狐仙大人（作者的作品介紹頁）